# لاماری ایما
فورتینگ تی۵ ایوو (به انگلیسی: Forthing T5 EVO) که با نام لاماری ایما نیز شناخته میشود؛ محصولی از شرکت خودروسازی دانگ‌فنگ موتور کورپوریشن در کلاس کراس‌اوور کامپکت اسپرت است و تحت برند فورتینگ عرضه میگردد.
خودروی فورتینگ تی۵ ایوو در بازار ایران تحت برند لاماری(LAMARI) و با اسم ایما(EAMA) عرضه و توسط شرکت آرین پارس موتور مونتاژ و فروخته می‌شود .

## تاریخچه
دانگ فنگ تی۵ ایوو به عنوان یک نمونه اسپرت‌تر از خودروی کراس‌اوور کامپکت دانگ فنگ تی۵ تحت برند تجاری فورتینگ برای بازار چین عرضه شد و بهطور رسمی در نمایشگاه خودروی گوانگژو در تاریخ نوامبر ۲۰۲۰ معرفی شد. همچنین تی۵ ایوو اولین خودروی برند فورتینگ با نشان قدرتمند شیر است که مفهومی شامل «اعتماد به نفس، نترسی و شجاعت» است.
تاریخچه لاماری ایما
شرکت آرین موتور در ابتدا با واردات و عرضه‌ی خودروهای میتسوبیشی در ایران شناخته شد. این مجموعه از معدود شرکت‌های واردکننده خودرو بود که مجوز رسمی فعالیت را از سوی خودروسازان اروپایی و ژاپنی دریافت کرده بود. با این حال با آغاز تحریم‌ها، امکان ادامه‌ی این هم‌کاری ناتمام ماند. در پاسخ به این شرایط، آرین موتور تصمیم گرفت تا به مونتاژ محصولات چینی روی آورد. این شرکت خط تولید نیمه تمام سایپا در شهرستان خمین را خریداری نمود و مونتاژ ون جک سانری را آغاز نمود. مدتی بعد نیز زیرمجموعه جدید این هلدینگ یعنی آرین پارس موتور از کراس‌اووری جدید با نام لاماری ایما رونمایی کرد. 
دانگ فنگ یکی از همکاران اصلی خودروسازان ایرانی طی دوران تحریم بوده است و لاماری ایما نیز یکی از محصولات همین شرکت محسوب می‌شود. لاماری ایما نسخه اسپرت از کراساوور دانگ فنگ T5 است که با نام Forthing T5 EVO شناخته میشود. این خودرو در سال ۲۰۲۰ به بازار عرضه شده است و دو سال پس از ورود به بازار داخلی چین، روی خط مونتاژ خودروساز وطنی رفت و از همان ابتدا به لطف طراحی جذاب و موتور نسبتاً قوی، مورد توجه مشتریان قرار گرفت.

## طراحی

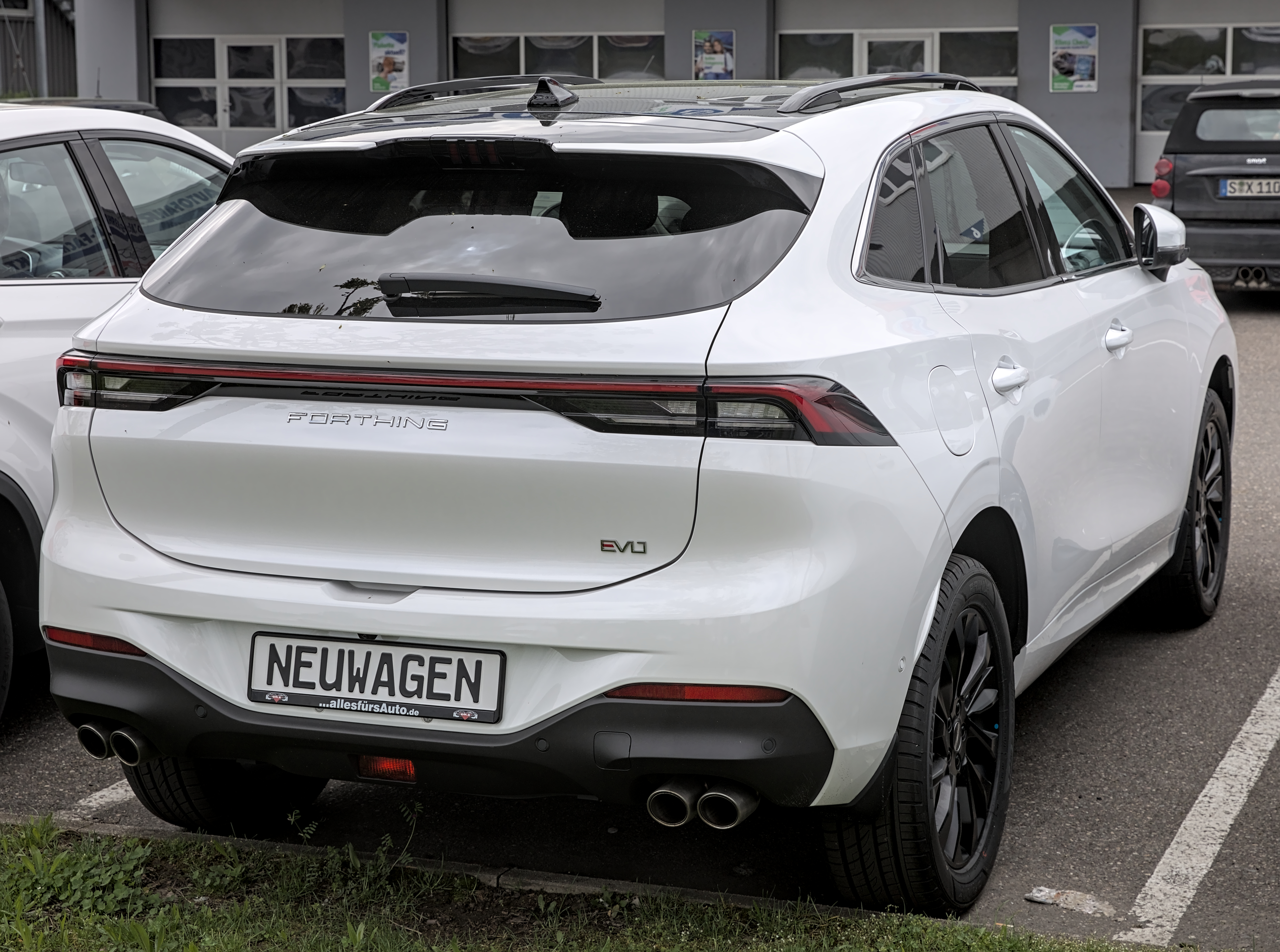
نمای عقب

#### نمای بیرونی
لاماری ایما ظاهری جسورانه دارد و برخلاف نسخه استاندارد یعنی دانگ‌فنگ تی۵، از الگوی طراحی متفاوتی بهره میبرد. استفاده از چراغ‌های باریک و کشیده به عنوان نوار دیلایت، جریان جدیدی در طراحی خودروهای چینی محسوب می‌شود که پیش از لاماری ایما در ام‌وی‌ام ایکس۲۲ پرو و کیامسی کی۷ مشاهده شده است. چراغ‌های روشنایی اصلی نیز در جایگاه متفاوتی قرار گرفتهاند و تا زمانی که روشن نشوند، چندان قابل شناسایی نیستند.
جلوپنجره نسبتاً بزرگ ایما اندکی به داخل حرکت کرده است و قابی کرومی دارد. شکل کلی جلوپنجره به صورتی جسورانه و تهاجمی طراحی شده استکه خودرویی اسپرت را به نمایش می‌گذارد.
برخلاف اکثر کراساوورهای خانوادگی و محصولات مشابه چینی، نمای جانبی لاماری ایما نیز جزئیات فراوانی دارد. خطوط مختلف در نمای جانبی این خودرو، تو رفتگی‌ها و برآمدگی‌های متعددی را تشکیل داده اند که موجب شده است الگوی تهاجمی نمای جلو در قسمت جانبی نیز ادامه یابد.
نمای عقبی ایما نیز به بهترین شکل الگوی طراحی تهاجمی قسمت جلو و جانبی را به پایان می‌رساند. چراغ‌های عقب با یک نوار LED به صورت سرتاسری به یکدیگر متصل شده‌اند. عبارت لاماری نیز با حروف لاتین روی درب صندوق خودرو نقش بسته‌اند.

#### نمای داخلی
حذف بسیاری از دکمه‌های فیزیکی و جایگزینی آنها با کلیدهای لمسی، سبک جدیدی از طراحی داخلی مدرن خودروها است که در این خودرو نیز وجود دارد.
یک نمایشگر سرتاسر عریض در قسمت بالایی کابین لاماری ایما قرار دارد که به طور همزمان وظیفه نمایش اطلاعات خودرو(کلاستر) و ارتباط با سیستم مالتی‌مدیا را برعهده دارد. قسمت میانی کابین لاماری ایما اندکی برآمده است و دریچه‌های خروجی سیستم تهویه به سبک خودروهای جدیدتر مرسدس بنز در آن قرار گرفته اند. تریم کلی کابین فورتینگ تی۵ ایوو براساس سفارش مشتری مشکی رنگ یا ترکیب مشکی-مارون است اما در قسمتهایی شاهد استفاده از قطعات نقره‌ای نیز هستیم.

## پیشرانه
توانایی حرکتی فورتینگ T5 EVO بهوسیله یک دستگاه موتور چهار سیلندر خطی ۱٫۵ لیتری مجهز به سیستم پرخوران توربو شارژر تأمین میشود که میتواند حداکثر ۱۴۵ کیلووات یا به عبارتی ۱۹۴ الی ۱۹۷ اسب بخار (hp) قدرت تولید کند و حداکثر گشتاور آن در دورهای پایین به مقدار ۲۸۵ نیوتن-متر تولید می‌گردد. با چنین ارقامی، فورتینگ تی۵ ایوو میتواند شتاب ۰ تا ۱۰۰ را طی ۹٫۵ ثانیه طی کند و مصرف سوخت ترکیبی را به میزان ۶٫۶ لیتر در هر ۱۰۰ کیلومتر را ثبت کند.

## امکانات

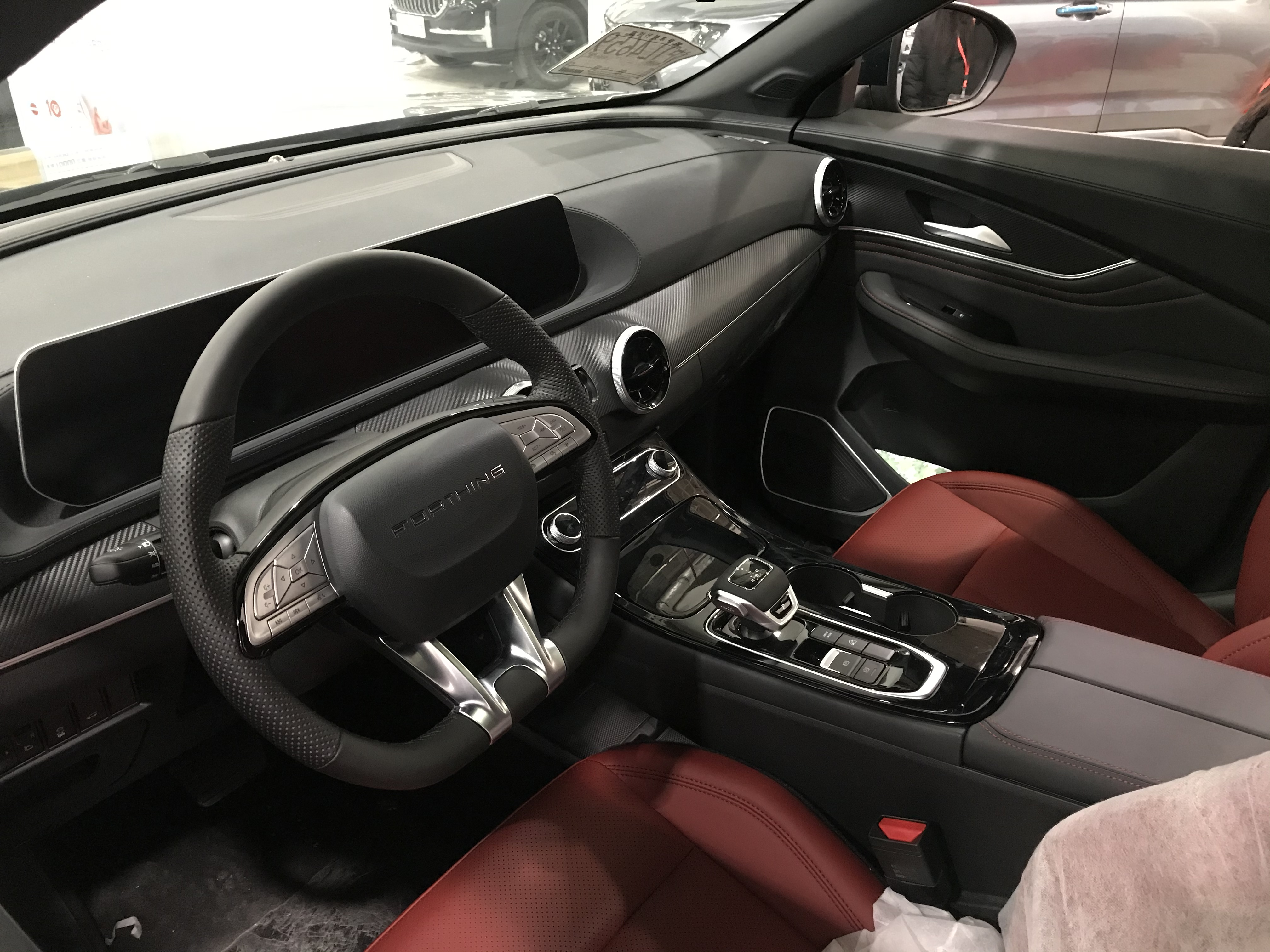
نمای داخلی

فورتینگ تی۵ ایوو به سیستمهای کمک رانندگی هوشمند L2 و سیستم لینک هوشمند آینده ۴٫۰ مجهز شدهاست. برای مدلهای استاندارد لوکس، رنگ 2K مقاوم در برابر خوردگی و خودترمیم شونده توسعه یافتهاست و برای مشتریان هشت نوع رنگ در نظر گرفته شدهاست. برای فضای داخلی، تی۵ ایوو به ۳۷ فضای ذخیرهسازی شامل قلابهای مخفی گوناگون، فضای ذخیره‌سازی واقع در درب‌های خودرو با قابلیت نگهداری بطری‌های آب یک لیتری و فضای ذخیره‌سازی اضافی برای تلفن‌های همراه و لوازم الکترونیکی مجهز شده است.

### تیپ‌ها

##### لاماری ایما

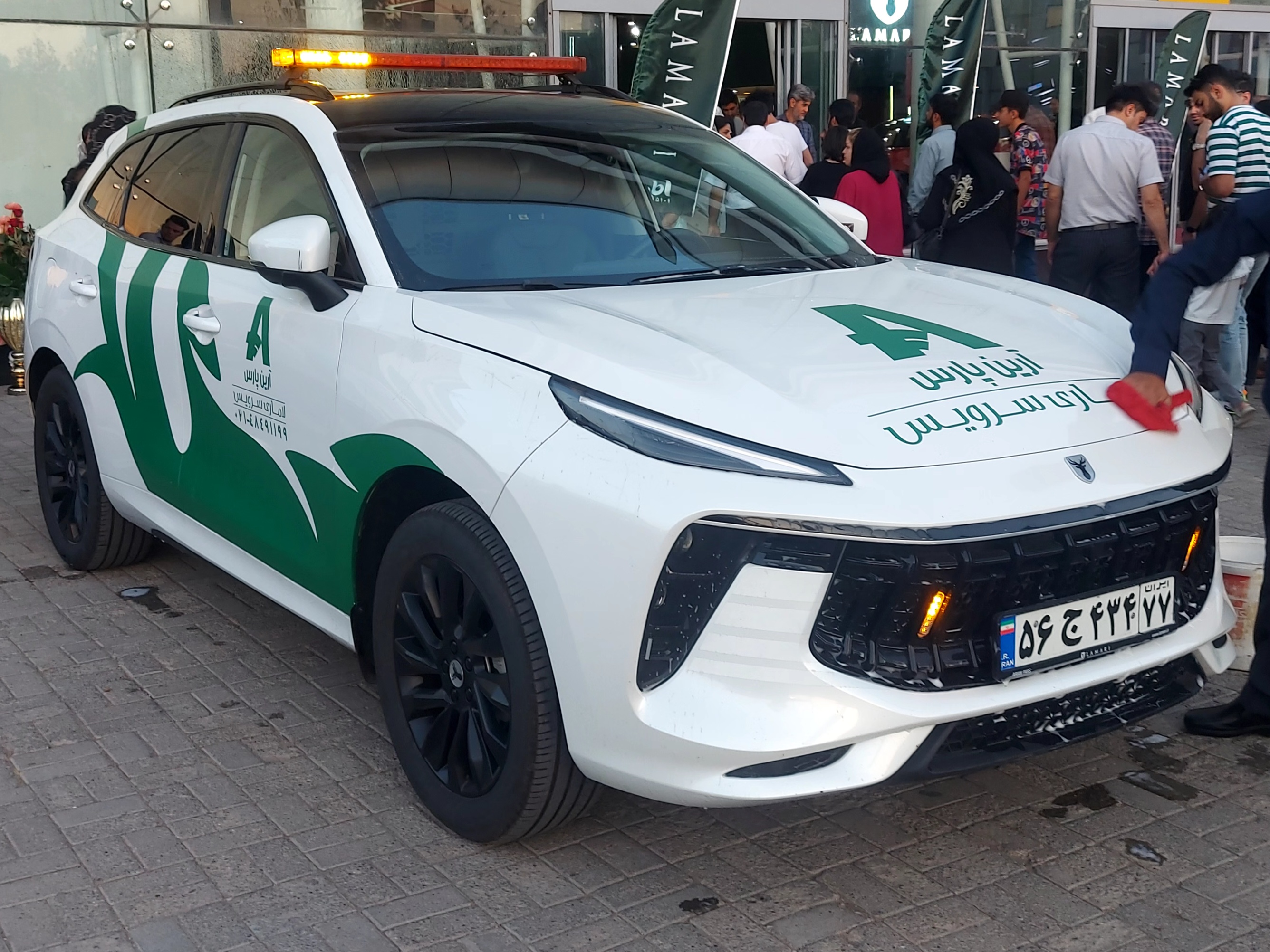
لاماری ایما

تیپ فعلی ایما که در کارخانه آرین پارس موتور مونتاژ می‌شود به شش کیسه هوای ۱۰ نقطه ای، سقف پانورامای برقی، صندلی برقی راننده، تهویه اتوماتیک، دوربین ثبت وقایع، استارت دکمه ای، رینگ آلومینیومی ۱۹ اینچی، سنسور نور، نمایشگر لمسی، دوربین عقب، فرمان کمکی برقی، تریم داخلی چرم مصنوعی، تنظیم حالت رانندگی، دسته دنده الکتریکی، کروز کنترل، کنترل شروع حرکت در سربالایی، کنترل حرکت در سرپایینی، آینه تاشو برقی، سامانه پاکسازی هوای کابین، ترمز پارک برقی، اتوهلد، سامانه کنترل پایداری الکتریکی و… مجهز است.
الگو:پاککن

##### لاماری ایما ایکس

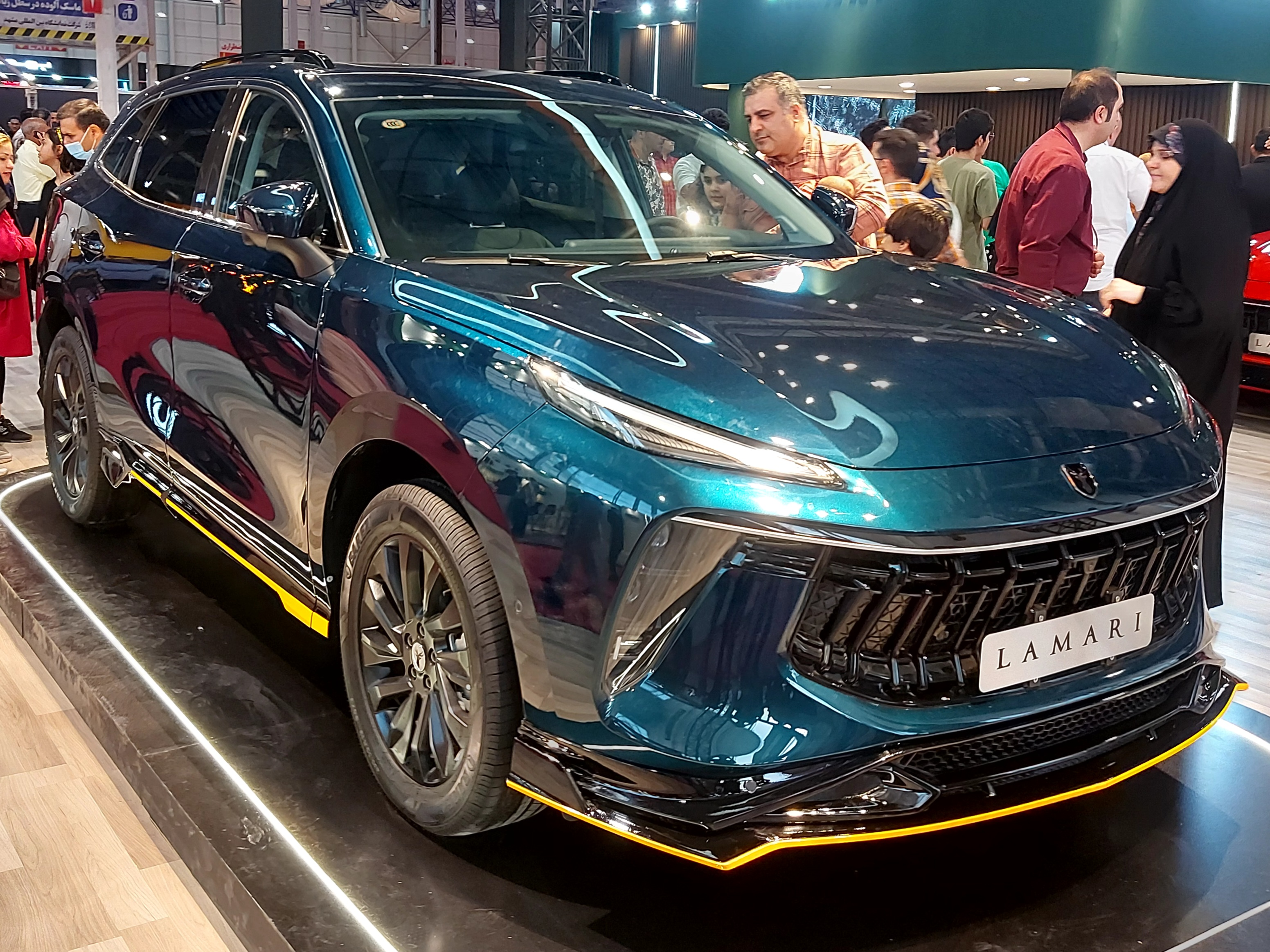
لاماری ایما ایکس

تیپ فول آپشن لاماری ایما در کنار این امکانات به صندلی برقی شاگرد، گرمکن و سردکن صندلیهای جلو، جلو آمپر دیجیتال جدید، نور بالای اتوماتیک، چراغ LED جلو، سنسور باران، رادار خطی، رادار نقطه کور، اخطار برخورد از جلو، حالت تیپ ترونیک جعبه دنده، درِ صندوق عقب برقی، سامانه اجسام متحرک در هنگام پارک خودرو، سامانه DOW، دوربین ۳۶۰ درجه و… مجهز خواهد بود.
الگو:پاککن

##### لاماری ایما HEV

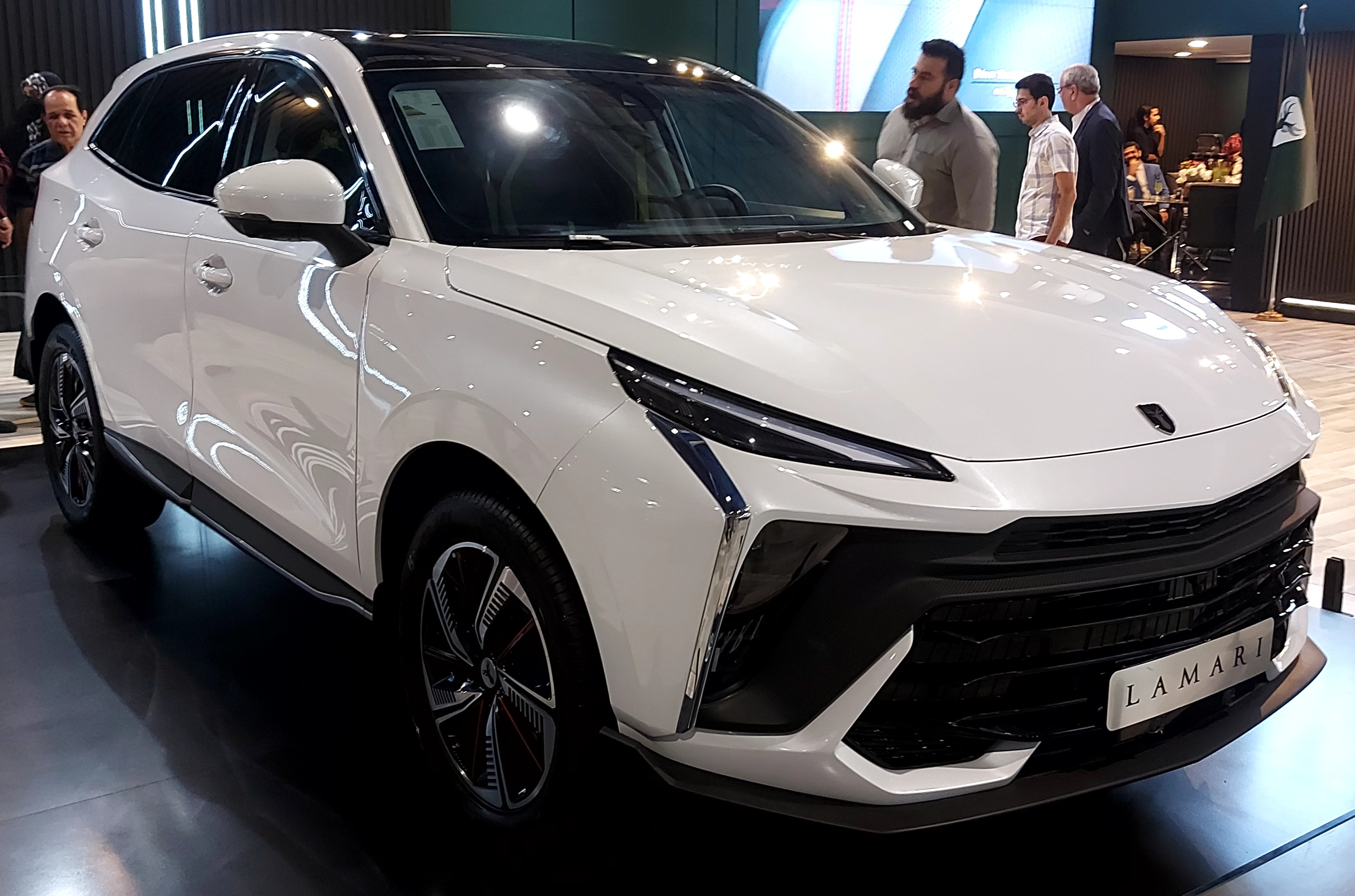
لاماری ایما HEV

لاماری ایما هیبرید از نظر سبک طراحی فیس لیفتی را تجربه کرده و هم‌زمان یک پیشرانه بنزینی ۱٫۵ لیتری توربوشارژر و یک پیشرانه الکتریکی را داراست. این خودرو که با داخلی سازی حدود ۲۰ درصد در کارخانه آرین پارس موتور مونتاژ می‌گردد. قدرت ترکیبی حدود ۲۵۵ اسب بخار را با گشتاور نزدیک به ۴۰۰ نیوتن متر را در اختیار دارد. سطح امکانات ایما هیبرید نزدیک به نسخه فول آپشن بنزینی است.
الگو:پاککن